# Miki Yamanaka
Miki Yamanaka  (japanisch 山中みき Yamanaka Miki; * um 1990, in Kōbe, Präfektur Hyōgo) ist eine japanische Jazzmusikerin (Piano, Orgel, Komposition) des Modern Jazz.

## Leben und Wirken
Miki Yamanaka, die aus Kōbe stammt, begann mit fünf Jahren Klavier zu spielen; als sie auf der Junior High School in der Schulbigband spielte, begann sie sich für Jazz zu interessieren. Sie zog 2012 nach New York, um Englische Sprache und Musik zu studieren. Piano- und Musiktheorie-Unterricht hatte sie bei Jason Lindner, Jeb Patton, Fred Hersch und David Berkman, außerdem Orgel bei Sam Yahel und Larry Goldings. 2015 erhielt sie Gelegenheit, beim Programm von Betty Carter’s Jazz Ahead mitzuwirken, verbunden mit Kompositionen und Auftritten am Kennedy Center in Washington, DC. 2016 schloss sie ihr Studium am Queens College ab, wo sie den Master in Music Performance erwarb und kurz darauf als Pianistin den Sir Roland Hanna Award erhielt. Im Laufe ihrer bisherigen Karriere trat sie u. a. mit Jerry Dodgion, Jonathan Blake, Rodney Green, Philip Harper, Winard Harper, Antonio Hart, Frank Lacy, David Wong, Andrea Brachfeld und Gerald Cannon auf.
Außerdem konzertierte Yamanaka in bekannten New Yorker Spielstätten wie Smalls, Mezzrow, Fat Cat, Showman’s und im Dizzy’s Club Coca Cola. Zwischenzeitig gehörte sie dem Jason Brown Quintet, dem Pete Zimmer Quintet, dem Nick Finzer Quintet und dem Lucas Pino Nonet an. Aufnahmen entstanden mit Roxy Coss (The Future Is Female, PosiTone, 2018). Nach der EP Songs Without Lyrics (2012) legte sie unter eigenem Namen 2018 ihr Album Miki (Cellar Live Records) mit Eigenkompositionen vor, an dem Steve Nelson, Orlando le Fleming und Bill Stewart beteiligt waren. Es wurde im Down Beat positiv gewürdigt. 2020 folgte das Album Human Dust Suite (Outside in Music), an dem neben Orlando le Fleming und Schlagzeuger Jochen Rückert der Altsaxophonist Anthony Orji mitwirkte. 2023 legte sie Shades of Rainbow vor, eingespielt mit Mark Turner, Tyrone Allen und Jimmy Macbride.